# 차이쓰베이
차이쓰베이(중국어: 蔡思贝, 병음: Choi Sea Pui, 1991년 2월 6일 ~ )은 광동 중산렌, 홍콩 여배우 및 호스트이다.

## 출연 작품
- 어둠의 파수꾼 (2015)